# VUPlayer
VUPlayer ist ein kostenloser Audioplayer für Windows, der in Microsoft Visual C++ programmiert wurde. Die Software wartet mit einer einfach zu bedienenden Benutzeroberfläche auf und unterstützt die meisten Audioformate. Entwickler des Programmes ist James Chapman.

## Benutzerinterface
Die Bedienung von VUPlayer ist weitestgehend intuitiv. Alle wichtigen Laufwerksfunktionen sind direkt anwendbar. Wird er z. B. in SetPoint als Mediaplayer ausgewählt, lassen sich die Laufwerkstasten auf der Tastatur für VUPlayer anwenden.
Es können beliebig viele Playlists angelegt werden. Änderungen werden beim Verlassen von VUPlayer stets in eine Standard-Playlist übernommen.

## Skins und Design
Der Programmierer verzichtet bei VUPlayer auf verschiedene Skins, um die Bedienung nicht zu erschweren. Die Schrift und die Farbe der Zeitanzeige sowie die Farbe für das VU-Meter lassen sich frei einstellen. Zudem kann die Playlist optisch mit einer beliebigen Schrift und Farben angepasst werden. Standardmäßig sind ein paar einfache Visuals zuschaltbar, u. a. ein Oszilloskop, ein Spectrum Analyzer oder das „analoge“ VU-Meter.

## Plug-ins
James Chapman stellt es anderen Entwicklern frei, Plug-ins für VUPlayer zu programmieren. Dazu steht als Beispiel-Quellcode zum Download auf der Webseite bereit. Es gibt bereits einige Visual- sowie Encoder-Plug-ins.

## Besonderheiten
VUPlayer unterstützt u. a.
- Echtes Gapless Playback, somit entsteht zwischen zwei aneinanderhängenden Musikdateien keine hörbare Lücke.
- MP3/OGG/WMA internet file streaming
- Optionales 32-bit Mixing
- Pitch Control
- Encoding-Funktionen (Ogg Vorbis, FLAC, APE, WMA & WV)
- Audioscrobbler
- Remote freedb
- CD-Text

## Nativ unterstützte Formate
- MOD • Sound/Noise/ProTracker
- MTM • MultiTracker
- S3M • ScreamTracker
- XM • FastTracker
- IT • ImpulseTracker
- MO3 • MO3 Packer
- MP3 • MPEG Audio
- MP4 • QuickTime MPEG-4 (AAC/Apple Lossless)[1]
- MPC • Musepack
- OGG • Ogg Vorbis
- FLAC • Free Lossless Audio Codec
- APE • Monkey’s Audio
- WV • WavPack
- AIFF • Audio Interchange File Format
- WMA • Windows Media Audio
- WAV • Windows PCM/ACM
- MIDI • Musical Instrument Digital Interface
- CD • Audio-CD